# Hannema (geslacht)
Hannema is een uit Harlingen afkomstig geslacht dat bestuurders, kunstenaars, een museumdirecteur en kunstverzamelaar leverde.

## Geschiedenis

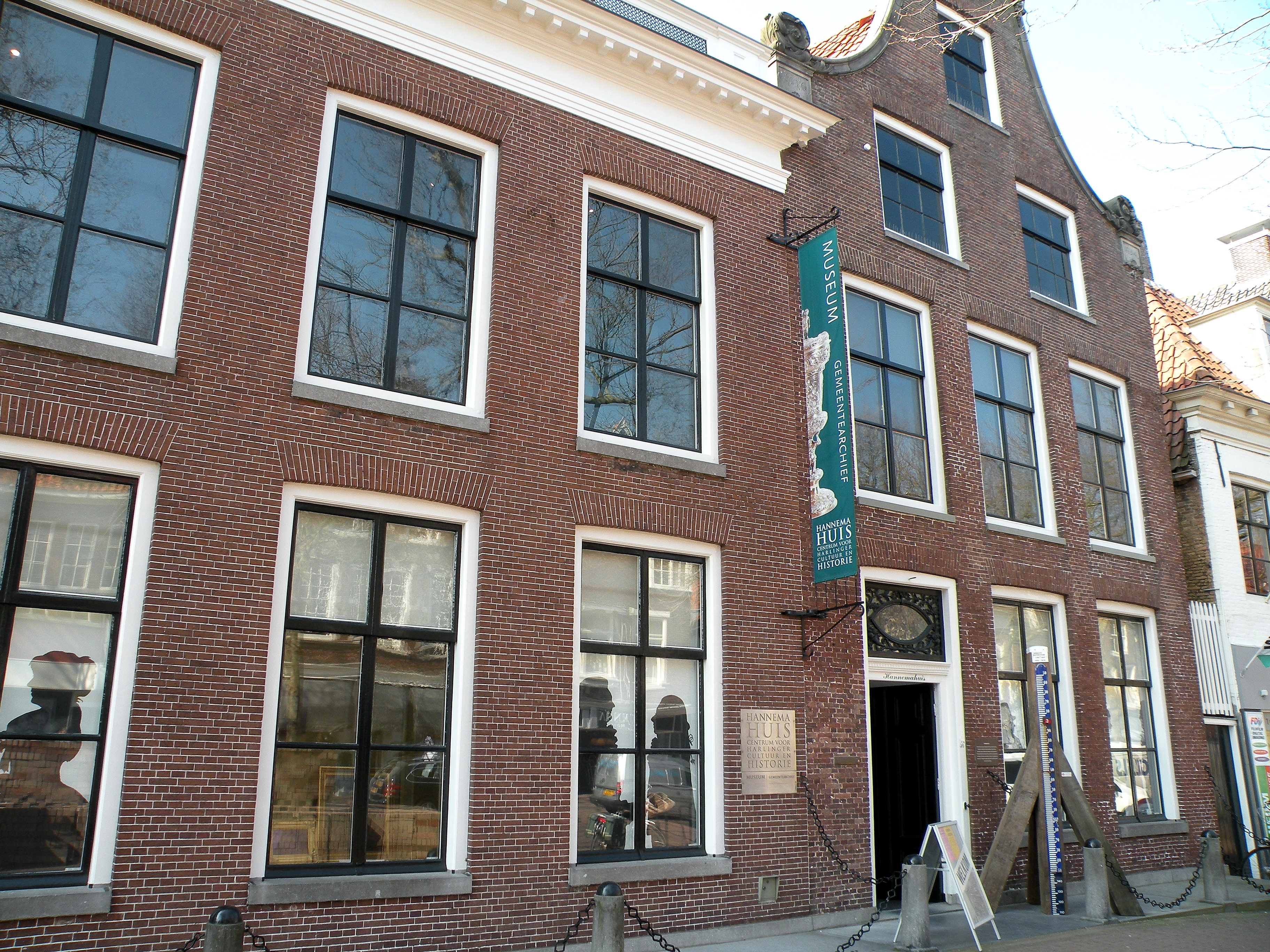
Hannemahuis

De stamreeks begint met Jan Jacobs die in 1572 als tichelaar te Harlingen wordt vermeld. Aanvankelijk voerden de eerste generaties patroniemen maar vanaf de zevende generatie werd ook de 'geslachtsnaam' Hannema gevoerd die afkomstig was van een voormoeder in de vrouwelijke lijn. De eerste telg uit de achtste generatie, Sjoerd Johannes Hannema (1721-1794), werd naast koopman bestuurder; bovendien werd hij in 1744 eigenaar van het Hannemahuis dat tot 1964 in de familie zou blijven en daarna een museum werd.
De voornaam Sjoerd wordt in de familie gevoerd sinds Johannes Remmert uit de derde generatie in 1614 trouwde met Tjaerdts Bonck, dochter van Tjaerdt Sjoerdt, en hun oudste kind Sjoerd noemden.
Vanaf de achttiende eeuw leverde het geslacht bestuurders. Later volgden kunstenaars en een bekend museumdirecteur en kunstverzamelaar.

## Enkele telgen
Sjoerd Johannes Hannema (1721-1794), koopman en lid Gedeputeerde Staten voor Harlingen; kocht het Hannemahuis
- Jan Hannema (1746-1825), jeneverstoker, zoutzieder, eigenaar Hannemahuis en Doumastate
- Jacobus Sjoerds Hannema (1752-1824), apotheker, zoutzieder en koopman te Harlingen, lid gemeentebestuur, wethouder, adjunct-maire, burgemeester en viceburgemeester van Harlingen
  - Sjoerd Jacobus Hannema (1791-1838), koopman en zoutzieder, lid firma Sjoerd Hannema te Harlingen, eigenaar Hannemahuis en Doumastate
    - Jacobus Hannema (1818-1857), zoutzieder, lid firma Sjoerd Hannema; lid gemeenteraad van Harlingen
      - Mr. Sjoerd Hannema (1847-1921), advocaat en secretaris-generaal Departement van Buitenlandse Zaken
        - Charlotte Elisabeth Hannema (1890-1960), kunstschilderes
        - Egbert Willem Justinus Hannema (1892-1963), ambtenaar
          - Sjoerd Hannema (1929), kunsthistoricus, beeldend kunstenaar
          - Mr. Egbert Willem Justinus Hannema (1929-1992), vennootschapssecretaris British Petroleum Nederland B.V., directielid British Petroleum Exploratie B.V
            - Sjoerd Hannema (1964-2021), filmproducent

        - Theodoor Jacob Hannema (1898-1970), journalist, redacteur-muziekcriticus Leidsch Dagblad

    - Leendert Hannema (1825-1910), koopman, zoutzieder, distillateur, lid firma Sjoerd Hannema, lid gemeenteraad en wethouder  te Harlingen, lid Provinciale Staten van Friesland
      - Sjoerd Hannema (1852-1924), koopman en zoutzieder, lid firma Sjoerd Hannema, lid Provinciale en Gedeputeerde Staten van Friesland
        - Dr. Leendert Sjoerd Hannema (1881-1962), internist, hofarts van Prins Hendrik, eerste-geneesheer-directeur Gemeenteziekenhuis te Rotterdam

      - Dirk Hannema (1852-1931), president-commissaris Nederlandse Suiker Unie; trouwde in 1883 met jkvr. Hermine Elise de Stuers (1862-1940), telg uit het geslacht De Stuers
        - Dr. Dirk Hannema (1895-1984), directeur van het Museum Boijmans in Rotterdam en oprichter van de Stichting Hannema-de Stuers Fundatie, waaruit na zijn overlijden Museum de Fundatie voortkwam, directeur Rotterdams Historisch Museum, kunstverzamelaar

      - Jacobus Hannema (1856-1920), koopman en zoutzieder, lid firma Sjoerd Hannema, lid gemeenteraad van Harlingen, eigenaar Hannemahuis
        - Anthonij Engelbert Hannema (1887-1972), lid gemeenteraad, wethouder en burgemeester van Harlingen, lid Provinciale Staten van Friesland
        - Leendert Jacobus Hannema (1889-1964), koopman en zoutzieder, lid firma Sjoerd Hannema, laatste eigenaar Hannemahuis
        - Gilles August Hannem (1896-1953), verzekeringsinspecteur
          - Gilles Sjoerd Hannema (1936-2013), cineast

Geslachten die opgenomen zijn in het sinds 1910 verschijnende genealogische naslagwerk Nederland's Patriciaat. Lijst volgens opgave van het CBG Centrum voor familiegeschiedenis.
A · B · C · D · E · F · G · H · I · J · K · L · M · N · O · P · Q · R · S · T · U · V · W · Y · Z